# Adathozzáférés
Az adathozzáférés egy számítástechnikai fogalom, mely az információ tárolására használt tárolóeszközök adatírási és olvasási folyamatait és fizikai jellemzőit írja le. A fogalom jellemzőit a logikai meghajtók, illetve az adatbázisok teljesítményének meghatározásánál használják, mint mutatószámokat.

## Hozzáférés általában
Az egyes médiákon tárolt információk eléréséhez azok olvashatósága elengedhetetlen. Az adathozzáférés történhet közvetlen és közvetett paraméteres lekérdezéssel. A hatóságok adatszolgáltatásból következő kötelezettsége adathozzáférés biztosítását vonja maga után. Ilyen például az adóhatóság, ahol például a hatályos jogszabályi rendelkezések adataihoz biztosítanak az állampolgárok számára adathozzáférést.

## Fordítás
Ez a szócikk részben vagy egészben a Datenzugriff című német Wikipédia-szócikk ezen változatának fordításán alapul.  Az eredeti cikk szerkesztőit annak laptörténete sorolja fel. Ez a jelzés csupán a megfogalmazás eredetét és a szerzői jogokat jelzi, nem szolgál a cikkben szereplő információk forrásmegjelöléseként.
1. ↑  Archivált másolat. [2016. június 4-i dátummal az eredetiből archiválva]. (Hozzáférés: 2011. november 26.)